# Stephen Stills (음반)
| 전문가 평가                   | 전문가 평가 |
| 평가 점수                     | 평가 점수   |
| 출처                          | 점수        |
| ----------------------------- | ----------- |
| Allmusic                      | [ 1 ]       |
| Christgau's Record Guide      | C+          |
| Encyclopedia of Popular Music | [ 3 ]       |

《Stephen Stills》는 1970년 애틀랜틱 레코드에서 발매된 미국의 음악가 스티븐 스틸스의 데뷔 솔로 음반이다. 이 음반은 크로스비, 스틸스, 내시 & 영의 각 멤버가 1970년 차트 1위 음반 《Déjà Vu》를 통해 발매한 4개의 유명 음반 중 하나이다. 주로 런던과 로스앤젤레스의 CSNY 투어 사이에 녹음되었다. 1970년 11월 16일, 미국에서 발매되었고, 1970년 11월 27일, 영국에서 발매되었다.
이 음반은 1960년대의 반문화적인 믿음에 공통적인 주제들을 담고 있으며, 많은 곡들이 스틸스의 지속적이고 이전의 여자친구들과 CSNY 멤버들과의 관계에서 직접적으로 영감을 받았다. 이 음반은 영국과 미국에서 즉시 상업적으로 성공을 거두었고, 10위 안에 들었으며, 미국 음반 산업 협회의 골드 인증을 받았다.

## 녹음
〈We Are Not Helpless〉는 많은 비평가들에 의해 《Déjà Vu》 음반의 닐 영의 노래 〈Helpless〉에 대한 반응으로 잘못 추정되었다. 스틸스의 가장 큰 솔로 히트 싱글인 〈Love the One You're With〉는 1970년 12월 19일, 빌보드 핫 100에서 14위로 정점을 찍었고, 또 다른 싱글인 〈Sit Yourself Down〉은 1971년 3월 27일, 37위로 올라갔다. 〈Sit Yourself Down〉과 〈Cherokee〉는 1970년 동안 스틸스와 낭만적으로 관계했던 리타 쿨리지의 이야기를 쓴 것으로 생각된다. 〈Do For the Others〉는 데이비드 크로스비를 위해 그의 여자친구 크리스틴 힌튼의 죽음에 대해 썼다.

## 커버 아트
앞면 커버 사진은 콜로라도주 스틸스 객실 밖에서 9월 아침 눈이 내리는 동안 사진작가 헨리 딜츠가 촬영한 것이다. 커버의 분홍색 기린은 그의 여자친구들 중 한 명에게 보내는 비밀 메시지인 것으로 생각되는데, 특히 리타 쿨리지는 그를 막 그레이엄 내시에게 맡겼고, 이것은 CSNY의 해체에 기여하는 요인 중 하나였다. 뒷면 커버는 스틸스의 라이너 노트에는 찰스 존 쿼토의 "A Child Grew Up On Strings(끈을 잡고 자란 아이)"라는 시가 실려 있었다. 스틸스는 음반이 매장에 도착하기 두 달 전에 "제임스 마셜 헨드릭스"에 대해 사망한 지미 헨드릭스에게 음반을 헌정했다.

## 곡 목록
모든 곡들은 스티븐 스틸스에 의해 작사/작곡하였다.
| #  | 제목                         | 재생 시간 |
| -- | ---------------------------- | --------- |
| 1. | 〈Love the One You're With〉 | 3:04      |
| 2. | 〈Do for the Others〉        | 2:52      |
| 3. | 〈Church (Part of Someone)〉 | 4:05      |
| 4. | 〈Old Times Good Times〉     | 3:39      |
| 5. | 〈Go Back Home〉             | 5:54      |

| #  | 제목                    | 재생 시간 |
| -- | ----------------------- | --------- |
| 1. | 〈Sit Yourself Down〉   | 3:05      |
| 2. | 〈To a Flame〉          | 3:08      |
| 3. | 〈Black Queen〉         | 5:26      |
| 4. | 〈Cherokee〉            | 3:23      |
| 5. | 〈We Are Not Helpless〉 | 4:20      |

## 인증
| 국가                       | 인증 | 판매량/출하량 |
| -------------------------- | ---- | ------------- |
| 미국 (RIAA)                | 골드 | 500,000^      |
| ^출하량을 기반으로 한 인증 |      |               |